# Vithuvad skriktrast
Vithuvad skriktrast (Turdoides leucocephala) är en fågel i familjen fnittertrastar inom ordningen tättingar.

## Utseende och läte
Vithuvad skriktrast är en brun skriktrast med mestadels vitt huvud. Noterbart är även gult öga. Den liknar vithuvade former av vitgumpad skriktrast, men har gråbrun snarare än vit övergump. Lätet är ett skrovligt babblande, vanligen avgivet i kör av en hel grupp fåglar.

## Utbredning och systematik
Fågeln förekommer i törnbuskmark i östra Sudan, nordvästra Etiopien och norra Eritrea. Den behandlas som monotypisk, det vill säga att den inte delas in i några underarter.

## Levnadssätt
Vithuvad skriktrast hittas i torrt landskap i områden med täta buskage, ofta nära vatten. Den ses nästan alltid i grupper med flera individer.

## Status
Arten har ett stort utbredningsområde och beståndet anses vara stabilt. Internationella naturvårdsunionen IUCN listar den därför som livskraftig (LC).